# Laura Milani
Laura Milani, italijanska veslačica, * 30. september 1984, Milano.